# Ernesto Colombres
Ernesto Colombres (San Miguel de Tucumán, 4 de julio de 1860 - 1900) fue un político y periodista argentino.

## Biografía
Nieto del gobernador Celedonio Gutiérrez, se recibió de bachiller en el Colegio Nacional. Pasó a Buenos Aires, en cuya Facultad de Derecho obtuvo los títulos de abogado y doctor, con la tesis Locos interdictos. 
Regresó a Tucumán. Dictó una cátedra en el Colegio Nacional, y fundó el diario El Orden, el 14 de noviembre de 1883. Fue un vespertino de gran importancia que se editaría durante seis décadas desde entonces. Lo dirigió hasta 1886, año en que fue elegido diputado nacional por Tucumán. Al término de su mandato, en 1890, fue nombrado presidente de la Junta del Crédito Público Nacional. Igualmente, tuvo una banca en la Constituyente Nacional de 1898, y fue profesor de la Facultad de Derecho de la Universidad de Buenos Aires.
Falleció prematuramente en 1900. En sus Crónicas y estampas del pasado, dice Gregorio Aráoz Alfaro que, para sus alumnos del Nacional de Tucumán, la enseñanza fue "la revelación de nuevas corrientes filosóficas y literarias que apenas sospechábamos. Lastima que la política, la burocracia malograron más tarde las cualidades de talento y de simpatía que este hombre poseía y que parecían destinadas a las más altas posiciones"